# Йие (Ляене-Сааре)
Йи́е (ест. Jõe küla) — село в Естонії, у волості Ляене-Сааре повіту Сааремаа.

## Населення
Чисельність населення на 31 грудня 2011 року становила 45 осіб.

## Географія
Через село проходить автошлях 124 (Лаадьяла — Кар'я).
Поблизу села тече річка Пидусте (ест. Põduste jõgi).

## Історія
До 12 грудня 2014 року село входило до складу волості Каарма.

## Пам'ятки природи
На південний схід від села розташовується заказник Каарма (Kaarma hoiuala) (VI категорія МСОП). Площа — 72,0 га.